# 岛屿：虚无之地
《岛屿：虚无之地》是由艺术家和动画师卡尔·伯顿（Carl Burton）独立开发的艺术游戏，于2016年发行于Windows、MacOS、Linux和IOS平台。游戏中的场景为非场所，这些场景起初看起来很平凡，但随着玩家与场景的互动，变得越来越超现实。
游戏中的每个场景的渲染都体现了伯顿作品的风格，采用纯正的单调色彩、黑暗的阴影和雾状背景。游戏的玩法十分简单，主要是点击环境和观察展开的内容，伯顿希望这种设计选择能使玩家产生一种轻微的困惑感，而不会被困难的谜题所淹没。在开发《岛屿：虚无之地》的过程中，伯顿从人类学家馬克.歐傑的作品、詹姆斯·特瑞尔的装置艺术和克里斯·沃森的田野录音等作品中获得了灵感。
该游戏的获得了普遍积极的评价，并在2016年独立游戏节上被提名为“Nuovo奖”（即“创新奖”）。游戏抽象的视觉效果和声音设计受到了格外的好评，也有一些评论员对游戏的范围有限感到失望。虽然对游戏所表达的确切信息存在分歧，但许多评论员都表示《岛屿》让他们对现实世界中的平凡事物重新感到惊奇。

## 玩法

图为游戏中的一个场景，一排棕榈树沿着自动扶梯登上扶梯平台。玩家可点击平台上的灯与场景互动

《岛屿：虚无之地》由一系列的10个场景组成，每个场景都代表了一个人类在其中短暂停留、保持匿名的环境，如停车场、酒店大堂或机场。这些空间以波顿作品的风格呈现，采用纯正的单调色彩、黑暗的阴影和雾状背景，尽管每个场景都清楚地代表了一个建筑空间，但它们没有任何人类存在。整体效果是为了唤起每个区域是一个阈限空间或非场所的感觉。随着玩家与场景的互动，这些看似平凡的环境变得越来越超现实。例如在一个场景中，一个空荡荡的公共汽车站变成了鸡蛋的孵化器；在另一个场景中，一个失灵的喷泉打开了，露出下面巨大的地下空间。
游戏的玩法很简单：玩家视角可以在一个固定的圆圈内围绕场景旋转，但玩家不能在其中移动。唯一的互动方式是点击环境，以促使场景的下一步展开；一旦场景全部播放完毕，游戏就会过渡到下一个场景。可互动区域通常会有明显的灯光，但并非总是如此。玩家无需解决谜题，除了与当前场景的互动外，也没有总体的剧情。游戏时长很短，一个小时内就可以完成。由于其互动性低，强调视觉效果，它常被评论家描述为艺术游戏。

## 制作
该游戏由艺术家和动画师卡尔·伯顿（Carl Burton）独立开发和发行，他因为《Serial》播客第二季创作GIF动画插图而闻名。《岛屿：虚无之地》于2016年11月17日发布，适用于Windows、macOS、iOS和Linux平台。伯顿表示，制作该游戏耗时六到八月，使用Unity引擎和Cinema 4D开发。他还提到，虽然在游戏中没有明确说明，但“你所看到的事情是在游戏世界中每天都可能发生的事情。从世界本身的角度来看，‘超现实’的行为是平凡的”。
在创作这个游戏时，伯顿受到法国人类学家馬克.歐傑著作《非场所：超现代性人类学导论》的启发，歐傑在本书中提出了非场所一词，指人类在其中短暂停留、保持匿名，且没有足够的重要意义而不被视为“场所”的人类学空间，例如酒店房间、停车场和机场等地。在《岛屿：虚无之地》中，伯顿试图以一种任何人都能接受的方式来探索这些平凡环境的奇怪之处，因此他在制作游戏时没有采用挑战性的游戏机制。在一次采访中，他解释说：“我对难题不太感兴趣。我想要一种更轻松、更真实的瞬间困惑感，就像你住在朋友家，必须弄清楚他们的淋浴系统是如何运作的”。
詹姆斯·特瑞尔的装置艺术的装置艺术，如在大型建筑空间中使用的色彩和光线，是《岛屿：虚无之地》的霓虹灯色调和朦胧感的灵感来源。在讨论游戏的色彩时，伯顿表示，为每个场景选择的颜色对他来说都是“直观的”。
原声带的灵感来自实验音乐家克里斯·沃森的田野录音，主要由各种人工音效和环境声音组成，如远处的汽车或鸟鸣，游戏中的声音并不总是与场景的视觉效果有明显联系。游戏中所有的声音都是伯顿在互联网上找到的自由许可的录音。

## 反响
批评界对《岛屿：虚无之地》的评价普遍积极，游戏在2016年独立游戏节上获得了“Nuovo奖”（即“创新奖”）的提名。其抽象的视觉效果和环境背景音乐所创造的不可思议的梦幻般的氛围尤其受到评论家的关注。游戏视觉效果与伯顿之前的动画作品相似，《TouchArcade》的罗伯·弗内尔（Rob Funnell）认为《岛屿：虚无之地》是一个合乎逻辑的后续作品。有人认为游戏令人着迷或催眠，另一些人则认为它阴森恐怖或令人神魂颠倒。《PC Gamer》的安迪·凯利（Andy Kelly）称《岛屿：虚无之地》让人想起“当你在时差反应中试图保持清醒时无意义的微梦”。类似地，《Rock, Paper, Shotgun》的菲利帕·瓦尔（Philippa Warr）将游戏的场景的变换描述为“更像是一种温和的梦境荒诞”。日本独立杂志《The Massage》的一位匿名评论员表示，玩这个游戏的感觉就像“迷失在电影场景中”，并指出与美国导演大卫·林奇的作品有相似之处。
游戏中有些单独的场景让评论家十分难忘。瓦尔注意到了一排盆栽植物爬上自动扶梯的场景，并写道“一棵棕榈树伪装成一个严肃的购物者”让她咧嘴一笑。对于《Eurogamer》的西蒙·帕金（Simon Parkin）来说，最引人注目的是一个看不见的人在家里过夜间生活的场景。他觉得这个场景有一种孤独感和威胁感，这让他想起了“现代生活中令人震惊的不同步性；我们生活在城市中的与世隔绝的方式，如此接近，如此分离”。
《岛屿：虚无之地》也被与其它极简主义艺术游戏比较，如thatgamecompany的《花》（2009年）、Ustwo的《纪念碑谷》（2014）和艺术家大卫·奥莱理的《山》（2014年）。《波士顿环球报》的杰西·辛格（Jesse Singal）将其与经典冒险游戏《迷霧之島》（1993年）进行了比较，认为它没有那么令人沮丧。许多评论家认为最低限度的游戏性使游戏感觉不像是传统的电子游戏，而更像是一件互动艺术作品。瓦尔推测，游戏代表了“物体本身可能做的梦”。一些评论家写道，这款游戏让他们开始思考平凡事物中隐藏的美或奇迹，无论是在游戏中还是在游戏后的现实世界。在Kill Screen写道：“游戏引诱你将这些行人空间（pedestrian spaces）视为一种秘密机器，就好像它们都有第二个功能，就像为詹姆斯·邦德制造的汽车，它的尾灯翻转后会露出导弹发射器”。
《148Apps》的坎贝尔·伯德（Campbell Bird）给游戏性和重玩价值打了低分，但认为它作为一次性体验很有趣。《Twinfinite》的约书亚·怀斯（Joshua Wise）和《Gamezebo》的罗布·里奇（Rob Rich）都对互动机制表示失望，他们注意到游戏互动机制有时不能清楚地指出下一步应该点击哪里。里奇更是对整个游戏提出了批评，认为环境雾气削弱了引人入胜的视觉效果，而基于点击的极简主义游戏玩法也令人不满意。帕金的评论认为这类的批评是“明显无趣的”，并认为《岛屿：虚无之地》中缺乏传统的游戏玩法才是它吸引人的地方。